# Serafinita
Serafinita é o nome comercial dado a uma variedade de clinocloros, que pertence ao grupo clorite.  É encontrado unicamente na Sibéria, na área em torno do Lago Baikal.

## Etimologia
O nome " Serafinita"vem da palavra grega "serafim", que refere-se a um ser celestial com três pares de asas. Isto pode ser devida às  prateadas que podem ser vistas no cristal. Estas fibras são um resultado da inclusão de mica. Este cristal tipicamente caria do verde-escuro ao cinza, com fibras semelhantes a penas de na cor prata que brilham. Este cristal não tem a dureza necessária de uma pedra preciosa por isso é principalmente considerada apenas como uma pedra de colecionador.